# УТ-15 (парашутна система)
УТ-15 — парашутна система. Парашут куполоподібний, розкриття тільки ручне (в 70-80-х роках у ЦАКі при виконанні показових номерів «Салют» і «Буксирування за АН-2» використовувалося й розкриття з примусовим стягуванням чохла), можливо використання страхувального пристрою ППК-У-405-АД. Для ефективнішого застосування парашут має втягнути вершину і 55 різних отворів. Відмінності серій 4 і 5 полягають у типі тканини передньої частини купола парашута і в експлуатаційних обмеженнях. Згідно із заявою компанії-виробника (Іванівський парашутний завод ВАТ «Політ»), парашутні системи «УТ-15» серій 4 і 5 є найкращими в світі спортивними системами щодо точності приземлення серед систем з куполоподібними парашутами.
Виробником системи рекомендуються як навчально-тренувальні під час освоєння спортивних керованих парашутів.
Круглі куполи парашутів площею 50 м² мають втягнуту вершину і 55 різних отворів для ефективного управління при стрибках.

## Тактико-технічні характеристики систем
- УТ-15 серія 4:
  - Вертикальна швидкість, м/с: 5,75
  - Горизонтальна швидкість, м/с: 4,5
  - Час розвороту на 360º, сек: 5
  - Температурний режим: ± 30 ºС
- УТ-15 серія 5:
  - Вертикальна швидкість, м/с: 5,1
  - Горизонтальна швидкість, м/с: 5,1
  - Час розвороту на 360º, сек: 5
  - Температурний режим: −10 °С … + 30 °С